# علامة مولر
علامة مولر (بالإنجليزية: Muller sign)‏ هي وجود نبضٍ أو تذبذب في اللهاة أثناء انقباض القلب. يُمكن ملاحظتها في المرضى الذين يعانون من حالة شديدة من قصور الأبهر. تحدث علامة مولر بسبب زيادةٍ في حجم الضربة القلبية.
سُميت هذه العلامة نسبةً إلى الطبيب الألماني فريدريك فون مولر.